# 大手 (上田市)
大手（おおて）は、長野県上田市の町丁。現行行政地名は大手一丁目から二丁目。住居表示実施地域。郵便番号は386-0024。上田市役所の所在地で、同市の行政の中心地となっている。

## 概要
上田市の上田地区に属する。昭和46年（1971年）の住居表示事業により、大字上田の一部から成立。北は中央西、東は中央、南は天神、西は二の丸に隣接する。

## 世帯数と人口
2022年（令和4年）6月1日現在の世帯数と人口は以下の通りである。
| 町丁 | 世帯数  | 人口  |
| ---- | ------- | ----- |
| 大手 | 256世帯 | 493人 |

## 小・中学校の学区
市立小・中学校に通う場合、学区は以下の通りとなる。
| 番地 | 小学校             | 中学校             |
| ---- | ------------------ | ------------------ |
| 全域 | 上田市立清明小学校 | 上田市立第二中学校 |

## 施設
- 信州上田教会
- 上田市役所
- 長野県上田高等学校
- 上田市立清明小学校
- 上田市立第二中学校
- 上田地域消防本部
- 上田商工会議所